# Granite Falls (Washington)
Granite Falls ist eine Stadt (City) im Snohomish County im US-Bundesstaat Washington. Das U.S. Census Bureau hat bei der Volkszählung 2020 eine Einwohnerzahl von 4450 ermittelt. Im erweiterten Stadtgebiet lebten 2010 6.129 Menschen.

## Geschichte
Vor Ankunft europäischer Siedler wurde das Gebiet des heutigen Granite Falls von den Eingeborenen zum Transport ihrer Kanus von einem Fischerei-Gebiet zum nächsten genutzt.
Der erste Siedler, der sich ständig im Gebiet aufhielt, war Joseph Sous Enas, der einen Claim zu Siedlungszwecken südlich der heutigen Stadt abgrenzte. Später wurde diese Ansiedlung ein Haltepunkt der Eisenbahn an der Strecke zwischen Monte Cristo (heute eine Geisterstadt) und Everett. Die Stadt wurde am 21. Dezember 1903 offiziell in das County eingegliedert. Sous Enas folgten rasch weitere Siedler, die vom „Big Burn“ profitierten, einem Waldbrand, der das stark bewaldete Gebiet erst zur Ansiedlung geeignet machte.
1896 gab es genügend Einwohner, um beim Bundesstaat die Einrichtung eines Schulbezirks (Granite Falls District #1) zu beantragen.
Funde von Gold und anderen Materialien im Kaskadengebirge östlich von Granite Falls 1889 erwiesen sich als Segen für die Stadt. Die Minen erforderten die Erschließung durch die Eisenbahn und die Siedler begannen mit dem Verkauf von Eisenbahnschwellen, deren Holz in den umliegenden Wäldern geschlagen wurde. Außerdem verlangten die erfolgreichen Goldsucher nach Annehmlichkeiten und Dienstleistungen wie einen Arzt. 1890 eröffnete ein Postamt und die ersten Firmen siedelten sich an der heutigen South Granite Avenue und der Pioneer Street an.
Die Everett and Monte Cristo Railroad erschloss die Stadt 1892 von ihrem Startpunkt in Hartford (Washington) aus (nahe dem heutigen Lake Stevens) hin zur Endstation in Monte Cristo. Teilweise von John D. Rockefeller und anderen finanziert, transportierten die Züge Hilfsgüter, Passagiere und Erze durch das Stilly Valley.
Das Stadtgebiet von Granite Falls wurde 1891 auf den Ländereien der Wright und Anderson geplant; 1903 wurde Granite Falls als Stadt anerkannt. Elektrizität, Abwasserleitungen, Bürgersteige, Telefon, Autos und alle Annehmlichkeiten des modernen Lebens folgten bald darauf.
Mit Beginn des Ersten Weltkrieges stoppten die einst belebten Bergbaustädte Monte Cristo und Silverton die Ausfuhr von Erz. Die Eisenbahn, nunmehr im Besitz der Northern Pacific Railroad, stellte den Verkehr ein und die Gleise wurden in den frühen 1930er Jahren zurückgebaut, um den Mt. Loop Highway auf den Trassen zu bauen.
Granite Falls war zwischen den Weltkriegen eine Holzfällerstadt; die Holzindustrie ließ Bäume fällen, Holz in Sägewerken sägen und zu Schindeln verarbeiten. Die Große Depression forderte jedoch ihren Tribut. Bis 1935 sank die Bevölkerung von Granite Falls auf die Hälfte der 1925 registrierten Zahl. Die Sägewerke schlossen und die Menschen wanderten auf der Suche nach Arbeit ab. Die Stadt war am Ende des Zweiten Weltkrieges verödet. Die Eröffnung der Miller Shingle 1946 (heute der größte spezialisierte holzverarbeitende Betrieb) sollte Jobs sowohl im Wald auch im Werk schaffen. Die Bauindustrie boomte gleichfalls in den Countys Snohomish und King und schuf Arbeitsplätze in den Kiesgruben um Granite Falls.
Schwere Zeiten brachen ab 1986 an, als der United States Forest Service den Holzeinschlag in den seinem Schutz unterstellten Primärwäldern stark einschränkte, um den Nördlichen Fleckenkauz vor dem Aussterben zu bewahren. Im Juni 1990 erklärte das U.S. Fish and Wildlife Department den Fleckenkauz zur gefährdeten Art und 1991 wurde der Plan zur Waldbewirtschaftung des Forest Service von einem Bundesgericht als zur Rettung des Fleckenkauzes unzureichend verworfen. Auf mehr als einem Viertel des Primärwaldes auf privatem und öffentlichem Land war der Holzeinschlag nunmehr verboten.
Im 21. Jahrhundert konzentriert sich Granite Falls darauf, mehr Besucher in die überwältigende Schönheit und die Erholungsmöglichkeiten entlang des Mt. Loop Highway zu locken. Die Ausweisung von Wohngebieten zog viele Familien an, die nach Everett, Seattle und auf die Ostseite der Kaskadenkette zur Arbeit pendeln. 2001 wurden für den Tsubaki Grand Shrine of America, den ersten nach dem Zweiten Weltkrieg in den US-Mainlands gebauten Shinto-Schrein, etwa 7 ha (17 ac) Land neben dem Kannagara Jinja (erbaut vom Priester des Schreins) in Granite Falls bereitgestellt; beide Orte wurden so kombiniert.

## Geographie
Granite Falls liegt nördlich von Seattle und östlich von Everett am Eintritt des Mountain Loop Highway in die Nördliche Kaskadenkette.
Es liegt am Austritt des South Fork des Stillaguamish River (Stilly) aus seinem Gebirgstal. Der Pilchuck River fließt gleichfalls in der Nähe. Das Gebiet der heutigen Stadt wurden von den eingeborenen Stämmen als „Portage“ bezeichnet, weil sie das ebene Gelände zwischen den beiden Flüssen für den Transport ihrer Kanus benutzten.
Nach dem United States Census Bureau nimmt die Stadt eine Gesamtfläche von 5,7 km² ein, wovon 5,65 km² auf Land- und 0,05 km² auf Wasserflächen entfallen.

### Klima
Das Klima ist mild mit geringen Schwankungen der Höchst- und Tiefsttemperaturen, der meiste Regen fällt zwischen Oktober und Mai. Die Temperaturen im Sommer können bis zu 5 °C höher ausfallen als im nahen Everett, was auf die Lage weiter im Inland zurückzuführen ist. Nach der Klassifikation von Köppen & Geiger hat Granite Falls ein Seeklima (Marine West Coast Climate; abgekürzt „Cfb“).

## Demographie
| Jahr | Einwohner¹ |
| ---- | ---------- |
| 1910 | 714        |
| 1920 | 632        |
| 1930 | 495        |
| 1940 | 683        |
| 1950 | 635        |
| 1960 | 599        |
| 1970 | 813        |
| 1980 | 911        |
| 1990 | 1.060      |
| 2000 | 2.347      |
| 2010 | 3.364      |
| 2020 | 4.450      |

¹ 1910–2020: Volkszählungsergebnisse

### Census 2000
Nach der Volkszählung von 2000 gab es in Granite Falls 2.347 Einwohner, 846 Haushalte und 594 Familien. Die Bevölkerungsdichte betrug 529,9 pro km². Es gab 873 Wohneinheiten bei einer mittleren Dichte von 197,1 pro km².
Die Bevölkerung bestand zu 90,84 % aus Weißen, zu 0,68 % aus Afroamerikanern, zu 2,09 % aus Indianern, zu 1,53 % aus Asiaten, zu 0,09 % aus Pazifik-Insulanern, zu 1,28 % aus anderen „Rassen“ und zu 3,49 % aus zwei oder mehr „Rassen“. Hispanics oder Latinos „jeglicher Rasse“ bildeten 6,56 % der Bevölkerung.

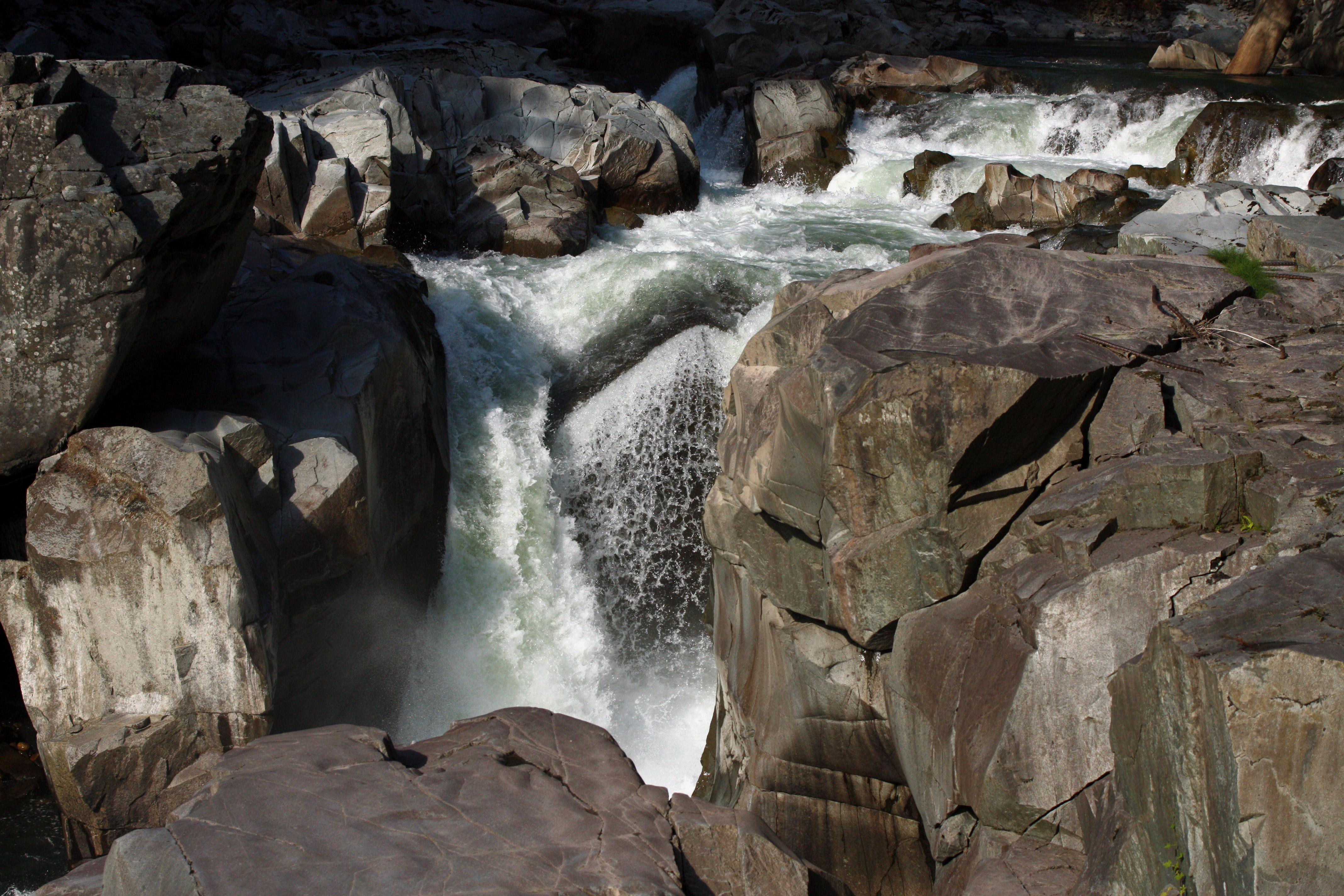
Der namensgebende Wasserfall am Stillaguamish River

Von den 846 Haushalten beherbergten 45,9 % Kinder unter 18 Jahren, 55,7 % wurden von zusammen lebenden verheirateten Paaren, 10,6 % von alleinerziehenden Müttern geführt; 29,7 % waren Nicht-Familien. 23,8 % der Haushalte waren Singles und 7 % waren alleinstehende über 65-jährige Personen. Die durchschnittliche Haushaltsgröße betrug 2,77 und die durchschnittliche Familiengröße 3,31 Personen.
Der Median des Alters in der Stadt betrug 30 Jahre. 33,2 % der Einwohner waren unter 18, 7,5 % zwischen 18 und 24, 36,8 % zwischen 25 und 44, 15,6 % zwischen 45 und 64 und 6,9 65 Jahre oder älter. Auf 100 Frauen kamen 98,7 Männer, bei den über 18-Jährigen waren es 98,1 Männer auf 100 Frauen.
Alle Angaben zum mittleren Einkommen beziehen sich auf den Median. Das mittlere Haushaltseinkommen betrug 47.643 US$, in den Familien waren es 52.150 US$. Männer hatten ein mittleres Einkommen von 40.469 US$ gegenüber 26.809 US$ bei Frauen. Das Pro-Kopf-Einkommen betrug 17.425 US$. Etwa 5,1 % der Familien und 7,2 % der Gesamtbevölkerung lebte unterhalb der Armutsgrenze; das betraf 6,7 % der unter 18-Jährigen und 11,3 % der über 65-Jährigen.

### Census 2010
Nach der Volkszählung von 2010 gab es in Granite Falls 3.364 Einwohner, 1.222 Haushalte und 831 Familien. Die Bevölkerungsdichte betrug 595,8 pro km². Es gab 1.344 Wohneinheiten bei einer mittleren Dichte von 238 pro km².
Die Bevölkerung bestand zu 87,6 % aus Weißen, zu 0,7 % aus Afroamerikanern, zu 1,2 % aus Indianern, zu 1,5 % aus Asiaten, zu 0,3 % aus Pazifik-Insulanern, zu 3,2 % aus anderen „Rassen“ und zu 5,5 % aus zwei oder mehr „Rassen“. Hispanics oder Latinos „jeglicher Rasse“ bildeten 7,5 % der Bevölkerung.
Von den 1222 Haushalten beherbergten 42,5 % Kinder unter 18 Jahren, 49,5 % wurden von zusammen lebenden verheirateten Paaren, 12,5 % von alleinerziehenden Müttern und 6 % von alleinstehenden Vätern geführt; 32 % waren Nicht-Familien. 25,6 % der Haushalte waren Singles und 10,3 % waren alleinstehende über 65-jährige Personen. Die durchschnittliche Haushaltsgröße betrug 2,75 und die durchschnittliche Familiengröße 3,33 Personen.
Der Median des Alters in der Stadt betrug 34,4 Jahre. 29,4 % der Einwohner waren unter 18, 8,4 % zwischen 18 und 24, 30,9 % zwischen 25 und 44, 23,1 % zwischen 45 und 64 und 8,4 65 Jahre oder älter. Von den Einwohnern waren 50,2 % Männer und 49,8 % Frauen.

## Bildung
Der Granite Falls School District betreibt zwei Grundschulen (Mountain Way und Monte Cristo), eine Mittelschule (Granite Falls Middle School), und zwei Highschools (Crossroads High School und Granite Falls High School, deren Neubau im Januar 2008 eröffnet wurde).
- Andrea Peterson wurde 2007 als National Teacher of the Year ausgezeichnet.
- Dave Bianchini, seit 2009 der Assistant Principal (Stellvertretender Direktor) der Granite Falls Middle School wurde als Washington State Middle School Assistant Principal des Jahres 2009 ausgezeichnet.

## Highschool-Sport
Die Granite Falls Tigers spielen in der Cascade Conference, einer Liga des Highschool-Sports. Es gibt Schulteams bei den Männern für Baseball, Basketball, Cross Country, American Football, Lacrosse, Fußball und Wrestling und bei den Frauen für Basketball, Cross Country, Fußball, Softball, und Volleyball.
- Das Granite Falls High School Baseball Team errang 2006 den ersten Platz in der 2A State Championship in Yakima (Washington).

## Jährliche Ereignisse in der Gemeinde
Jedes Jahr werden in Granite Falls die Feiertage begangen und besondere Ereignisse veranstaltet. Hier eine Liste der Events:

### April
- Easter Egg Hunt (Ostereierjagd), Samstag vor Ostern, gefördert vom Eagles Club
- Turkey Shoot (Truthahnschießen), Sonntag vor Ostern

### Mai
- Herb Fair (Kräutermarkt)
- Historical Society Plant Sale (Pflanzenmarkt der Historical Society)
- One Day Town Cleanup (Kehraus)

### August
- Show ’N’ Shine, Show und Parade von klassischen Autos und Oldtimern, am ersten Samstag im Monat
- Art in the Park and Historical Society Garage Sale findet seit 2014 nicht mehr statt

### September
- Back to School Clothing Drive in der Missionary Alliance Church
- Garden Harvest Drive, am zweiten und vierten Mittwoch vor 9 Uhr

### Oktober
- Railroad Days, Festival und Parade zu Ehren des kulturellen Erbes der Stadt, am ersten Samstag im Monat
- Rhythm & Blues Bash

### November
- Veteran’s Day Parade, jährliche Parade zu Ehren der Kriegsveteranen
- Turkey Shoot (Truthahnschießen), Sonntag vor Thanksgiving
- Tree Lighting Ceremony, Gemeindefest, Samstag nach Thanksgiving am Granite Falls Historical Museum
- Winterfest wird seit 2015 nicht mehr begangen